# نیوتن جیمز مور
نیوتن جیمز مور (انگلیسی: Newton Moore; ۱۷ مهٔ ۱۸۷۰ – ۲۸ اکتبر ۱۹۳۶) سیاستمدار اهل بریتانیا بود.